# Élection présidentielle mongole de 2021
L'élection présidentielle mongole de 2021 a lieu le 9 juin 2021 afin d'élire le Président de Mongolie.
Le scrutin conduit à une alternance avec la victoire dès le premier tour d'Ukhnaagiin Khürelsükh, du Parti du peuple mongol.

## Contexte

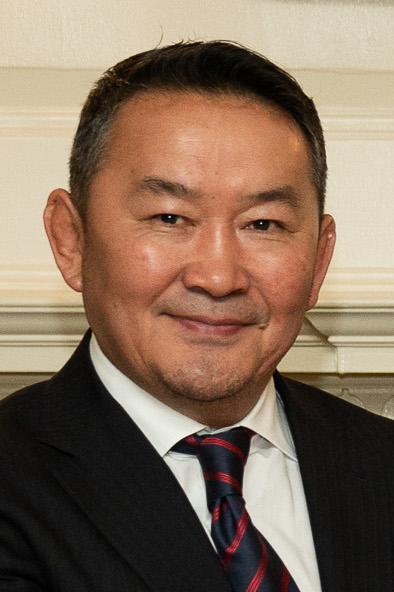
Le président sortant Khaltmaagiyn Battulga.

La précédente élection en 2017 est marquée par le recours pour la première fois dans le pays à un deuxième tour pour départager les deux candidats arrivés en tête, aucun n'ayant remporté la majorité au premier tour. Khaltmaagiyn Battulga du Parti démocrate l'emporte au second tour sur Miyeegombyn Enkhbold avec 50,61 % des suffrages. L'élection passe très près d'être annulée selon la loi électorale mongole qui prend en compte les votes blancs, Battulga n'obtenant la majorité qu'avec moins de 8 000 voix. Les élections législatives de juin 2020 voient cependant le Parti du peuple mongol  conserver sa majorité au parlement, le Grand Khoural d'État dans ce qui est perçu comme un raz de marée électoral.
L'élection de 2021 est la première depuis une série d'amendements constitutionnels adoptés en janvier de la même année qui ont notamment modifiés le mandat du président. Celui-ci, auparavant d'une durée de quatre ans, renouvelable une seule fois, passe à six ans non renouvelable,. Cette modification de la constitution empêche ainsi le président sortant Khaltmaagiyn Battulga de se représenter en 2021. Son recours auprès de la Cour constitutionnelle est rejeté le 16 avril. En retour, Battulga tente sans succès de dissoudre par décret le Parti du peuple mongol, chacun des deux camps accusant l'autre de se rapprocher de l'armée en vue d'un coup de force

## Système électoral
Le président est directement élu par les citoyens de Mongolie au scrutin uninominal majoritaire à deux tours pour un mandat de six ans non renouvelable.
Cependant, seuls les partis politiques représentés au parlement, le Grand Khoural d'État peuvent soumettre des candidats. Par la suite, le président élu doit démissionner de tout parti politique avant son investiture, car il représente l'unité du peuple.
Le président peut être destitué par le parlement s'il est reconnu coupable par la majorité des deux tiers de ses membres d'abuser de ses pouvoirs ou d'avoir violé son serment.
Les élections présidentielles mongoles ont la particularité de tenir réellement compte des votes blancs, en tant que votes valides entrant en compte dans le décompte des voix et de leur pourcentage (articles 97.9 et 99.2 de la loi électorale mongole). Or, un candidat devant réunir la majorité absolue des suffrages pour être élu, il est possible qu'aucun candidat n'atteigne le seuil requis, même au second tour. Un tel résultat conduit alors à la tenue d'une nouvelle élection (article 8.6.2) pour laquelle l'ensemble des partis doivent présenter de nouveaux candidats,.

## Campagne
L'élection a lieu dans le contexte d'une crise sanitaire du fait de la pandémie de Covid-19. L'échec de la gestion de la crise par le système de santé mongol entraine d'importantes manifestations antigouvernementales qui contraignent le Premier ministre Ukhnaagiin Khürelsükh à la démission. Lancé par la suite dans la campagne pour la présidence, celui ci conserve néanmoins une importante popularité du fait de ses actions dans la lutte contre la corruption.
Favori des sondages et candidat du Parti du peuple mongol (MAN) au pouvoir, Ukhnaagiin Khürelsükh affronte Dangaasürengiin Enkhbat, de la Coalition électorale de la bonne personne (ZKEE) et Sodnomzunduin Erdene, vainqueur de la primaire du Parti démocrate (AN) face à Oyungerel Tsedevdamba,.
Le candidat écologiste de la Coalition électorale de la bonne personne, Dangaasurengiin Enkhbat, considéré comme le troisième homme d'un système politique marqué par un profond bipartisme, voit sa campagne interrompue par la contraction du Covid-19, qui l'oblige à se mettre en quarantaine et à renoncer au débat télévisé organisé une semaine avant le scrutin.

## Résultats
|                        | Ukhnaagiin Khürelsükh   | MAN                    | 823 326   | 67,76 |  |  |
|                        | Dangaasurengiin Enkhbat | ZKEE                   | 246 968   | 20,32 |  |  |
|                        | Sodmonzunduin Erdene    | AN                     | 72 832    | 6,00  |  |  |
|                        | Votes blancs            | Votes blancs           | 71 937    | 5,92  |  |  |
|                        |                         |                        |           |       |  |  |
| Suffrages exprimés     | Suffrages exprimés      | Suffrages exprimés     | 1 143 126 | 94,08 |  |  |
| Votes blancs           | Votes blancs            | Votes blancs           | 71 937    | 5,92  |  |  |
| Total                  | Total                   | Total                  | 1 215 063 | 100   |  |  |
| Abstention             | Abstention              | Abstention             | 834 316   | 40,71 |  |  |
| Inscrits/Participation | Inscrits/Participation  | Inscrits/Participation | 2 049 379 | 59,29 |  |  |

## Analyse

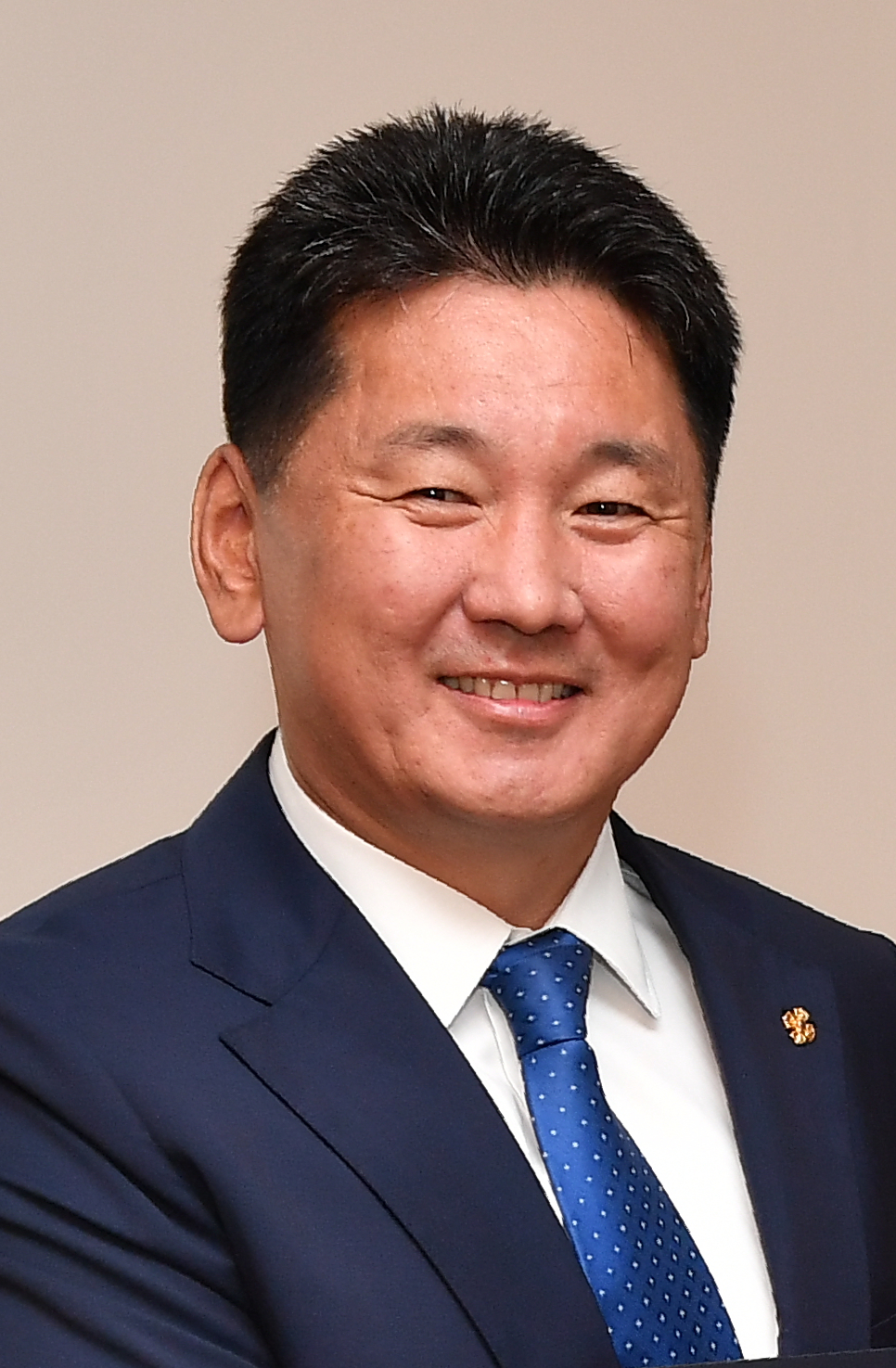
Ukhnaagiin Khürelsükh.

Ukhnaagiin Khürelsükh remporte largement l'élection dès le premier tour avec plus de 67 % des suffrages. Il s'agit du meilleur résultat d'un candidat à la présidentielle depuis le retour du pluralisme en 1993, mais également la plus faible participation depuis cette date,.
Déjà majoritaire au parlement, le Parti du peuple mongol décroche ainsi également la présidence, au détriment du Parti démocrate du président sortant Khaltmaagiyn Battulga, dont le candidat en 2021, Sodmonzunduin Erdene, n'obtient que 6 % des voix, derrière Dangaasurengiin Enkhbat qui en réunit 20 %.
Outre la victoire sans appel de Khürelsükh, le scrutin voit la remise en cause du bipartisme avec l'effondrement du Parti démocrate au profit de la Coalition électorale de la bonne personne,,.